# José Andrés Bilibio
José Andrés Bilibio Estigarribia (orm.: Խոսե Անդրես Բիլիբիո Էստիգարրիբիա, ur. 2 stycznia 1975 w Corrientes) – ormiański piłkarz pochodzenia argentyńskiego występujący na pozycji obrońcy.

## Kariera klubowa
Bilibio karierę rozpoczynał w 1995 roku w zespole  CD Armenio, grającym w Primera B Metropolitana. W 1999 roku przeszedł do ormiańskiego Araratu Erywań, z którym w tym samym roku wywalczył wicemistrzostwo Armenii. W 2000 roku wrócił do Armenio, a po sezonie 1999/2000 przeniósł się do CA Los Andes z Primera División. Spędził tam sezon 2000/2001, a potem ponownie wrócił do Armenio.
W 2002 roku Bilibio został zawodnikiem ormiańskiego Piunika Erywań. W tym samym roku zdobył z nim mistrzostwo Armenii oraz Puchar Armenii, a w 2003 roku ponownie mistrzostwo Armenii. Następnie odszedł do Armenio, a w połowie 2004 roku przeszedł do Ferro Carril Oeste z Primera B Nacional. W kolejnych latach występował jeszcze w boliwijskim Club Bolívar, ekwadorskim CD Espoli, argentyńskim Tiro Federal, peruwiańskim Coronelu Bolognesi, hiszpańskim CF Vilanova oraz na koniec kariery w 2011 roku w CD Armenio.

## Kariera reprezentacyjna
W reprezentacji Armenii Bilibio zadebiutował 7 czerwca 2002 w wygranym 2:0 towarzyskim meczu z Andorą. W latach 2002–2003 w drużynie narodowej rozegrał 10 spotkań.